# Superliminal
 (mars 2024).
Superliminal est un jeu vidéo de réflexion développé et édité par Pillow Castle Games. Le jeu est dirigé par Albert Shih, produit par Christopher Floyd, et conçu par Logan Fieth. Le scénario est écrit par Will O'Neill, avec une musique composée par Matt Christensen. Le jeu est développé sur le moteur Unity.

## Système de jeu
Superliminal est un jeu de puzzle à la première personne où les joueurs résolvent des énigmes en modifiant la perspective et la taille d'objets dans l'environnement. Les joueurs utilisent la perspective forcée pour agrandir ou réduire la taille d'objets spécifiques afin de résoudre des énigmes et progresser à travers le jeu.

## Développement
Le développement de Superliminal  est mené par une petite équipe de développement indépendant chez Pillow Castle Games. Le jeu est annoncé pour la première fois en 2013 sous le nom de Museum of Simulation Technology avant d'être renommé Superliminal en 2016. Il est publié pour macOS et Windows le 12 novembre 2019, puis pour Nintendo Switch, PlayStation 4 et Xbox One le 7 juillet 2020. Une version Linux a suivi le 5 novembre 2020. Enfin, le jeu est publié sur PlayStation 5 et Xbox Series X/S le 21 novembre 2022. Le 27 octobre 2021, un mode multijoueur est ajouté. Nommé Group Therapy, il peut accueillir jusqu'à quatre joueurs.

## Accueil
Superliminal est globalement bien accueilli par la critique, saluant son concept de jeu novateur et ses casse-têtes stimulants. Cependant, certains critiques ont noté des problèmes de performance et des énigmes parfois frustrantes. Le site spécialisé Jeuxvideo.com lui donne la note de 13 sur 20 à l'issue du test du jeu.

## Postérité
En janvier 2021, les développeurs de Pillow Castle Games ont annoncé travailler sur un nouveau projet, bien qu'aucune suite directe à Superliminal n'ait été depuis annoncée.